# Gustaw Konstanty Żebrowski
Gustaw Konstantyn Żebrowski herbu Jasieńczyk, ps. Czesław, Marek, Marek Bey, Jasieńczyk (ur. 11 marca 1896 w Łomży, zm. 26 marca 1973 w Otwocku) – porucznik sanitarny Wojska Polskiego i Narodowej Organizacji Wojskowej.

## Życiorys
Był synem Gustawa i Otylii z Dąbrowskich. W 1919 jako ochotnik zgłosił się do służby w Wojsku Polskim i przydzielony został do 30 Pułku Piechoty. Następnie przeniesiony na Śląsk Cieszyński. Brał udział w I powstaniu śląskim. 1 października 1919 mianowany podchorążym. W czerwcu 1920 przeniesiony do Kompanii Sztabowej Dowództwa Okręgu Korpusu Nr I w Warszawie na stanowisko dowódcy plutonu i instruktora. W maju 1921 mianowany podporucznikiem i przeniesiony do Departamentu Sanitarnego Ministerstwa Spraw Wojskowych na funkcję referenta personalnego i sekretarza Komisji Weryfikacyjnej Departamentu Sanitarnego. 3 maja 1922 zweryfikowany w stopniu porucznika ze starszeństwem z dniem 1 czerwca 1921 w korpusie oficerów administracji – dział sanitarny. W grudniu 1923 przeniesiony i mianowany dowódcą administracyjnego oddziału sanitarnego 1 Szpitala Okręgowego. W 1931 mianowany adiutantem i oficerem ewidencyjnym 1 Baonu Sanitarnego w Warszawie. W tym samym roku, po przeformowaniu 1 Batalionu Sanitarnego w kadrę zapasową 1 Szpitala Okręgowego objął w niej stanowisko dowódcy kompanii i oficera oświatowego. Z dniem 1 lutego 1934 został wcielony do korpusu oficerów sanitarnych w stopniu porucznika ze starszeństwem z 1 czerwca 1921 i 3. lokatą. 1 października 1935 przeniesiony w stan spoczynku. Począwszy od grudnia 1935 do sierpnia 1939 pracował w prywatnej aptece w Warszawie (dyplom aptekarski w 1919).

### Udział w kampanii wrześniowej
20 sierpnia 1939 powołany do czynnej służby do kadry zapasowej 1 Szpitala Okręgowego na funkcję oficera mobilizacji. 9 września 1939 roku ewakuowany z Warszawy do Brześcia. Wziął czynny udział w obronie twierdzy brzeskiej jako dowódca kompanii. Po zajęciu twierdzy przez Niemców w dniu 17 września 1939 dostał się do niewoli. 22 września 1939 przekazany sowieckim władzom wojskowym. 30 września 1939 wraz z innymi oficerami twierdzy wywieziony do obozu jeńców w Starobielsku. 4 listopada 1939 podając się za cywila udało mu się wraz z innymi cywilami opuścić obóz. 20 listopada tegoż roku przekazany Niemcom. w dniu 28 listopada 1939 zwolniony jako cywil z obozu jeńców w Radomiu – powrócił do Warszawy.

### Działalność konspiracyjna
28 lutego 1940 nawiązał kontakt z Organizacją Orła Białego. Pełnił w niej funkcje dowódcy kompanii, a następnie dowódcy batalionu pod pseudonimem Gustaw. Od maja 1941 w szeregach NOW, gdzie pod pseudonimem Czesław przez rok pełnił funkcję komendanta IV Dzielnicy Warszawskiej (Stare Miasto, Żoliborz, Powązki, Marymont i Bielany). W maju 1942 Okręg Warszawski NOW podporządkował się Armii Krajowej. W myśl rozkazów por. Żebrowski zdał dzielnicę AK, a sam wstąpił do grupy dywersyjnej pod nazwą „Wachlarz”. Po przejściu przeszkolenia mianowany na z-cę dowódcy 1. odcinka „Podole” i wysłany w teren celem zorganizowania go. Po wykonaniu zadania powrócił do Warszawy. Na skutek tarć i nieporozumień w organizacji został zdekonspirowany i aresztowany przez gestapo – udało mu się zbiec. W wyniku tej sytuacji zmuszony był opuścić szeregi „Wachlarza”. Wstąpił do organizacji Konfederacja Narodu i przez 2 miesiące pełnił funkcję szefa Wydziału IV Sztabu grupy Mazowieckiej (warszawskiej). W grudniu 1942 grupa ta podporządkowała się NSZ, w wyniku czego został mianowany komendantem 2 Dzielnicy Warszawskiej. Organizował dzielnicę i funkcję komendanta pełnił przez 10 miesięcy pod pseudonimem Marek. W październiku 1943 wyznaczony został na z-cę szefa Oddziału III Sztabu Okręgu Warszawskiego NSZ, pełnił funkcję referenta operacyjnego i komendanta Szkoły Podchorążych NSZ. W marcu 1944 po scaleniu NSZ z AK, został mianowany szefem Oddziału I Sztabu Okręgu Warszawskiego NSZ. 2 lipca 1944 awansowany do stopnia kapitana i odznaczony Krzyżem Walecznych.

### Udział w powstaniu warszawskim
W czasie powstania warszawskiego walczył w oddziale „Topora” – płk. Koiszewskiego, przyjmując pseudonim Jasieńczyk. 20 sierpnia 1944 awansowany do stopnia majora i odznaczony po raz drugi Krzyżem Walecznych. Od 5 września 1944 po likwidacji Sztabu Okręgu Warszawskiego NSZ w ramach AK wyznaczony na zastępcę dowódcy Zgrupowania „Barry”. Pełnił funkcję dowódcy batalionu i walczył w okolicach ul. Marszałkowskiej. Za ofiarną służbę odznaczony Orderem Virtuti Militari V klasy i Złotym Krzyżem Zasługi z Mieczami. Po upadku powstania niewola niemiecka i pobyt w Oflagu II C Woldenberg. 31 stycznia 1945 uwolniony przez wojska sowieckie – powraca do Warszawy.

### Po wojnie
W Warszawie nie meldował się w WKU i nie ujawnił się. Pod nazwiskiem Katański Bolesław organizował grupę ok. 300 osób z byłych swych podwładnych i nawiązał łączność z komendantem Okręgu AK. Po utracie kontaktu i wpadkach oraz niemożności dalszego ukrywania się, zmuszony został wyznaczyć swego następcę. Postanowił przedostać się do WP na Zachodzie. W drodze aresztowany przez UB. Po 2 tygodniach za łapówkę zwolniony. Zatrudnił się jako urzędnik Państwowego Urzędu Repatriacyjnego i wyjechał na Pomorze, następnie przeniesiony został na Dolny Śląsk. W czasie rutynowego objazdu przekroczył granicę 10 października 1945 i przez Czechosłowację 9 listopada 1945 przybył do 112 Oficerskiego Ośrodka Wojskowego w Delmenhorst w Niemczech. Następnie udał się do Londynu i tam do roku 1966 pracował i mieszkał.
W marcu 1966 powrócił do Warszawy, po 21 latach miał możliwość spotkania z żoną i rodziną. Zmarł 26 marca 1973 w Otwocku.